# Pademangan Timur
Pademangan Timur is een kelurahan van het onderdistrict Pademangan in het noorden van Jakarta, Indonesië. De wijk telt 40.758 inwoners (volkstelling 2010).